# Viola Kuś
Viola Kuś, właśc. Violetta Maria Kuś, także: Violetta Kuś, Violka Kuś, violka kuś (ur. 23 marca 1973 w Pleszewie) – polska artystka współczesna, badaczka i fotografka.

## Życie osobiste
Mieszka i pracuje w Bydgoszczy. Jej siostrą jest artystka i badaczka Anetta Kuś.

## Wykształcenie
W 1993 ukończyła Państwowe Liceum Sztuk Plastycznych im. L. Wyczółkowskiego w Bydgoszczy.  
Absolwentka Wydziału Sztuk Pięknych UMK w Toruniu, gdzie w 2000 obroniła dyplom z malarstwa u prof. Mieczysława Wiśniewskiego z aneksem z fotografii kreacyjnej pod kierunkiem dr. Witolda Jurkiewicza oraz pracę pisemną pt. "Kołtryna" - historia tkanin obić ściennych Zamku Gołuchowskiego pod opieką dr. Bogusława Mansfelda.

## Działalność zawodowa
Prowadzi pracownię Obrazowania Fotograficznego w Państwowym Liceum Sztuk Plastycznych im. L. Wyczółkowskiego w Bydgoszczy.
W latach 2001–2013 członkini Związku Polskich Artystów Fotografików, od 2014 członkini World Photography Organisation.
W latach 2000–2004 była współtwórczynią i webmasterką grupy artystycznej n@płocie. Od 2006 związana była ze Stowarzyszeniem ARTEfakty, a później ze Stowarzyszeniem Artystycznym Eljazz. W 2008 była koordynatorką Prezentacji Fotografii Szklarnia w Galerii Miejskiej BWA Bydgoszcz. Od 2010 zajmuje się sztuką użytkową. Była inicjatorką stworzenia społeczności ARTbag oraz wydawanego w latach 2010-2012 kwartalnika "DI" na temat prawa autorskiego oraz ochrony dóbr intelektualnych w sztuce współczesnej.  

### Fundacja Artystyczno-Badawcza om
Od 2015 jest prezeską Fundacji Artystyczno-Badawczej om – organizmy i maszyny w kulturze (FUNom), którą założyła wraz z siostrą Anettą Kuś oraz Małgorzatą Jankowską. Fundacja realizuje projekty z obszaru nauki i sztuki, usytuowane na przecięciu 
badań laboratoryjnych i nowych technologii z eksperymentem twórczym. Praca badawcza Fundacji oparta będzie na rozpoznawaniu polisensorycznego przyswajania informacji przy jednoczesnym dystansowaniu się od prymatu zmysłu wzroku. Metaideą Fundacji om (FUNom) jest propagowanie koncepcji maszyn, jako podmiotów sprawczych funkcjonujących we współczesnym świecie. O maszynie chcemy myśleć jak o partnerze, który posiada własną osobowość, właściwą dla swojego gatunku, inną niż ludzka i do ludzkiej niepodobną. 
W ramach działań FUNom oraz własnych działań artystycznych artystka współpracuje z Laboratorium Neurokognitywnym ICNT przy UMK oraz CSW Znaki Czasu w Toruniu.

## Twórczość

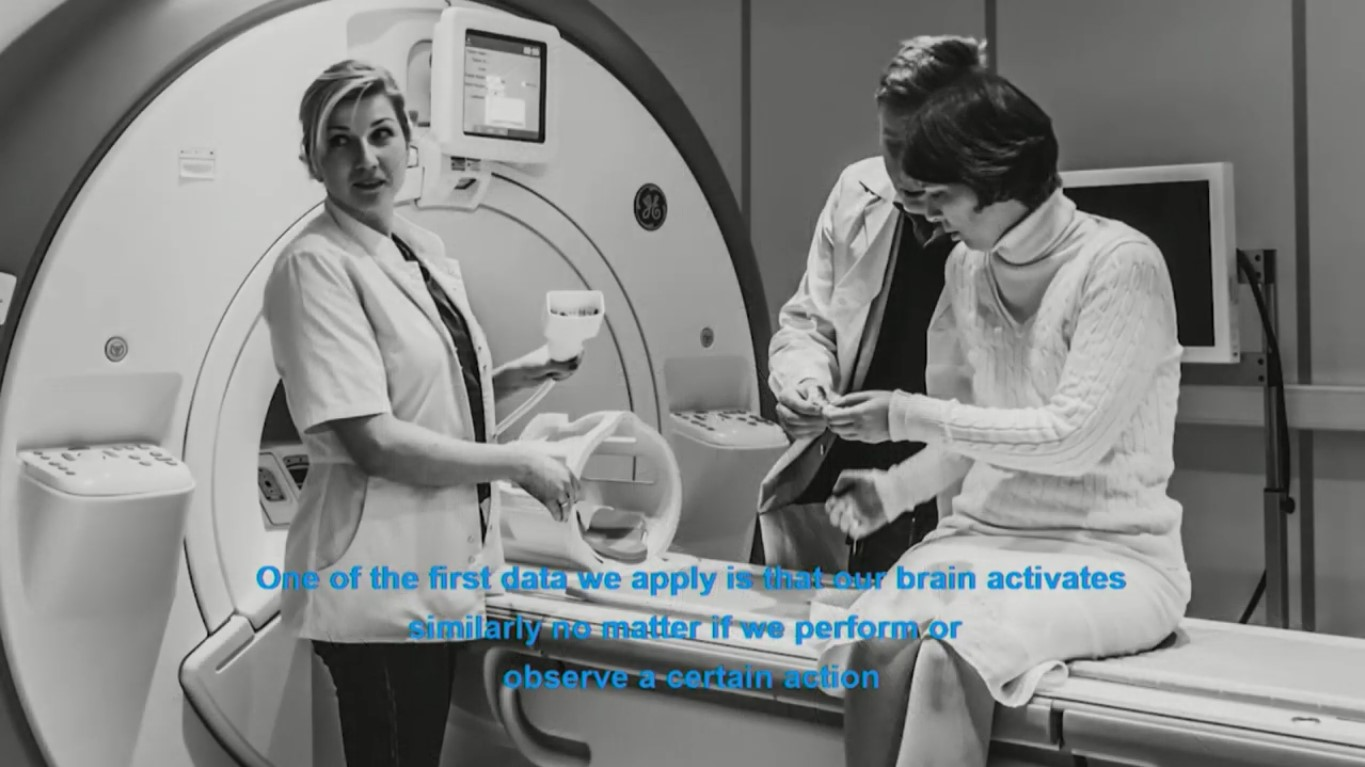
Przykład dokumentacji "monitorowania stanów neurofizjologicznych artysty", 2015-2017

Początkowo zajmowała się głównie fotografią. Wykorzystuje rozbudowane instalacje, złożone z gotowych przedmiotów, autorskich fotografii, grafik, "obrazów ruchomych" czy obiektów przestrzennych. 
Twórczość artystki rozwijała się nie tylko w wielu mediach, ale też na przecięciu obszarów sztuki i nauki. Jak można przeczytać w innych wariantach jej biogramu, Kuś "uprawia czynnie nadprodukcję myśli", która realizowana i badana jest w sztukach wizualnych, a jej efektami są "komunikaty, fenotypy, symulacje, archiwalia, artefakty". Artystka wpisuje się w nurt sztuki określany jako artistic research. Prowadzone przez nią badania dotyczą m.in. dokumentacji performance'u i prowadzone są poprzez "monitorowanie stanów neurofizjologicznych artysty" za pomocą technicznej aparatury pomiarowej, m.in.: EEG, GSR, ECG, EMG, pomiaru objętości pulsu BVP z czujnikiem oddechu i temperatury czy zapisu dźwięku. 
Jej prace publikowane były w licznych czasopismach, m.in. „Foto”, kwartalniku „Fotografia”, dwumiesięczniku kulturalnym „Opcje” i magazynie „Kultura”, piśmie artystycznym „Format”, magazynie o sztuce „ARTeon”, „ART&Business”, „Pozytywie” czy „Charakterach”. 

### Wybrane realizacje

#### Wybrane prace
- Wszystkie krowy są już święte, 2002,
- Top-model made in Poland, seria fotografii, 2007,
- Dance, widen-art, 2010.

#### Wystawy indywidualne
- Pranie Mózgu, 1999, Kamienica Plastyki Intermedialnej Wydziału Sztuk Pięknych UMK w Toruniu,
- Mózgi w Mózgu, 1999, FRGS Mózg w Bydgoszczy,
- Projekt Szkółki Letniej Prelegentki w 6 lekcjach-instalacjach, 2005–2006, Galeria Sztuki Wozownia w Toruniu; Galeria Manhattan, Łódź; BWA Zielona Góra; BWA Wrocław; BWA Bydgoszcz; Austriackie Forum Kultury w Warszawie,
- Sztandary ku niebu, 2006, Galeria Obok ZPAF, Warszawa,
- TOP_Model Made in Poland, 2007, Galeria Bielska BWA[12],
- 6 dekad opartych na medium fotograficznym "Jeden Pies" (wraz z:  T. Dobiszewskim, M. Pękiem, grupą Łódź Kaliska, K. Zabłocką, K. Eliasz i A. Kuś), 2009, Wilno; 2010, Galeria Miejska BWA Bydgoszcz,
- Uprawy Utracone, 2011, Galeria Miejska Arsenał w Poznaniu,
- (NPN)_w napięciu przegrzanych neuronów, 2013, Galeria Miejska BWA w Bydgoszczy,
- LIVE'BOT_projekt artystyczno-badawczy, 2016, Muzeum Inżynierii Miejskiej w Krakowie[5][7][6].

#### Wybrane wystawy zbiorowe
Brała udział w przeglądach fotografii "Profile" w 2000 i 2004 oraz w akcjach Grupy Twożywo pt. Alternatywa dla narkotyków oraz Zło jest dla mas.
- 22 INTERNATIONAL FOTOFESTIVAL KNOKKE-HEIST, 2000, Belgia
- Supermarket Sztuki, 2001, Galeria ZPAP w Warszawie,
- Fotografia bez przeszłości?, 2001, Muzeum Historii Fotografii w Krakowie,
- II edycja Galerii Bezdomnej, 2002, Gdynia,
- 25 INTERNATIONAL FOTOFESTIVAL KNOKKE-HEIST, 2003, Belgia,
- Rozpoznanie, 2003, GS Wozownia w Toruniu,
- XVI edycja Galerii Bezdomnej, 2004, Berlin, Arizona,
- 4 Biennale Fotografii w Poznaniu, 2005,

- Demontaż Atrakcji - Rozpoznanie II, 2005, Galeria Miejska Arsenał w Poznaniu, Galeria Bielska BWA,
- Demontaż Atrakcji - Rozpoznanie III, 2006, Galeria Bałucka, Łódź,
- Słodycz i Zwątpienie, 2008, GS Wozownia w Toruniu,

- Efekt Czerwonych Oczu. Fotografia polska XXI wieku, 2008, CSW Zamek Ujazdowski, Warszawa,
- PRAWA CZŁOWIEKA – w oczach artysty, 2009, Galeria Miejska BWA w Bydgoszczy,
- IV wystawa kolekcji Dolnośląskiego Towarzystwa Zachęty Sztuk Pięknych, 2009–2010, Muzeum Architektury we Wrocławiu,
- Pysia, 2010, Galeria Miejska BWA w Bydgoszczy,

- POLYGONUM 2, 2010, Galeria Miejska BWA w Bydgoszczy,
- IV FESTIWAL IN OUT, 2010, CSW Łaźnia w Gdańsku,
- MIKROUTOPIE CODZIENNOŚCI, 2013–2014, CSW Znaki Czasu w Toruniu,
- NAS TROJE, 2014, Galeria Miejska BWA w Bydgoszczy,
- POKAZ 4, 2016, Galeria Bielska BWA[6],
- ZAPYTAJ MOKOSZY, 2018, Galeria Sztuki Współczesnej „Elektrownia”, Czeladź[13].

#### Badania artystyczne i eksperymenty
- badania terenowe dotyczące tkactwa (perebory – Biała Podlaska, Włodawa), hafciarstwa (snutki z okolic Jarocina) i koronczarstwa (koronka klockowa z okolic Bobowej), 2013–2015, we współpracy z Instytutem Etnologii i Antropologii Kulturowej Uniwersytetu Adama Mickiewicza w Poznaniu, realizowane przez Polskie Towarzystwo Ludoznawcze.
- akcja performatywna npn / ton podczas NeuroManii 2, 2014,
- badania nad strojem ludowym i rękodziełem, 2015, Muzeum Etnograficzne we Wrocławiu,
- eksperyment _e.1/2015-2017/2018 Neurofizjologia artysty w performance, Fundacja om, we współpracy z Laboratorium Neurokognitywnym ICNT w Toruniu i CSW Znaki Czasu – 7 sesji z udziałem 18 artystów, m.in.:
  - Danuta Milewska, Patrzenie w dal, 2015/2016, Na Skarpie w Toruniu,
  - Wacław Kuczma, Ukrzyżowanie, 2015/2016, CSW Znaki Czasu w Toruniu,
  - Irena Lipińska, get out get in, 2015/2016, Pracownia Mediacji Sztuki ASP we Wrocławiu,
  - Małgorzata Kaczmarek, Obiekt, Centrum Nowoczesnych Technologii przy UMK w Toruniu,
- udział w grupie roboczej zajmującej się wizualizacją informacji w nauce w ramach konsorcjum DARIAH-PL, 2017, UMK w Toruniu[6][14].

### Prace w zbiorach
Prace artystki znajdują się w zbiorach m.in.: Narodowego Instytutu Audiowizualnego, Muzeum Historii Fotografii w Krakowie, CSW Znaki Czasu w Toruniu, Galerii 2piR w Poznaniu, Galerii Bielskiej BWA, Dolnośląskiego Towarzystwa Zachęty Sztuk Pięknych, Galerii Miejskiej BWA w Bydgoszczy, Muzeum Okręgowego w Bydgoszczy oraz w zbiorach prywatnych.

## Publikacje
- Przestrzeń między sztuką a nauką, O działalności Fundacji Artystyczno-Badawczej om – organizmy i maszyny w kulturze z Violką Kuś i Małgorzatą Jankowską rozmawia Łukasz Kędziora, "Barbarzyńca. Pismo Antropologiczne" nr 1(21), 2015, s. 109-119.

- LIVE'BOT, red. Violka Kuś (e-book), ISBN 978-83-944249-0-9, Fundacja Artystyczno-Badawcza om – organizmy i maszyny w kulturze, 2016.

## Nagrody i wyróżnienia
2001 – Grand Prix VIII Konkursu Fotografii Artystycznej Zestaw 2001 za pracę POP_SACRUM,
2001 – IV Biennale Małych Form Malarskich, Galeria Sztuki "Wozownia", Toruń,
2002 – II miejsce IX Konkursu Fotografii Artystycznej Zestaw 2002 za pracę Wszystkie krowy są już święte,
2003 – V Biennale Małych Form Malarskich, Galeria Sztuki "Wozownia", Toruń,
2004, 2007, 2011, 2015 – Stypendium Ministra Kultury,
2006 – VI Biennale Małych Form Malarskich, Galeria Sztuki "Wozownia", Toruń,
2010 – II nagroda w konkursie POLYGONUM 2 podczas II Wystawy Sztuki Twórców województwa kujawsko-pomorskiego, za instalację video Dance,
2016, 2018 – Stypendium Marszałka Województwa Kujawsko-Pomorskiego, 
2017 – Stypendium Stowarzyszenia Autorów ZAiKS.

## Odnośniki zewnętrzne
- Strona artystki – https://web.archive.org/web/20200926235742/https://www.funom.org/violkakus.html
- Blog Fundacji Artystyczno-Badawczej om – organizmy i maszyny w kulturze (FUNom) – https://violkakus.wixsite.com/om-foundation
- Fragment pray Dance – http://archiwum.nina.gov.pl/film/dance
- Galeria prac z cyklu Wszystkie krowy są już święte: https://www.fotopolis.pl/inspiracje/galerie/16205-violetta-kus/26141/45517
- Profil artystki w portalu Facebook.
- Profil artystki w portalu Academia.edu.
- Kanał artystki w serwisie YouTube.
- Prace z cyklu Top-model made in Poland w kolekcji Dolnośląskiego Towarzystwa Zachęty Sztuk Pięknych – http://www.zacheta.wroclaw.pl/kolekcje/302-z-cyklu-top-model-made-in-poland.html.
- Blog z notatkami z badań terenowych dot. tkactwa.